# Mihele
Mihele so gručasto  naselje v Občini Hrpelje - Kozina.

## Opis
Obmejna gručasta vasica se nahaja nad reko Glinščico, kilometer južneje od lokalne ceste, ki povezuje Kozino z nekdanjim mejnim prehodom Krvavi potok. 

## Zgodovina
Na pokopališču, tik ob meji z Italijo, se nahaja podružnična cerkev, katere zavetnik je sv. Elija. Ta je bila postavljena v spomin na uskoke, ki so na drugi strani državne meje ustanovili zaselek Draga (v občini Dolina), nekoč znan kot Draga Sant'Elia (Draga sv. Elija), poimenovanje je bilo povezano s podružnično cerkvijo v Mihelah.

## Status
Uradni status Mihel v novejših uradnih pisnih dokumentih je naselje, saj slovenska zakonodaja naselij ne razvršča na mesta, trge in vasi, ne glede na velikost ali tip naselja.